# دينيز كيليتشلي
دينيز كيليتشلي (بالتركية: Deniz Kılıçlı)‏ مواليد 23 أكتوبر 1990 في سامسون، هو لاعب كرة سلة تركي. بدأ مسيرته الاحترافية في سنة 2013. يلعب في الدوري التركي لكرة السلة كلاعب وسط. يحمل الرقم 32. يبلغ طوله 6 قدم 9 بوصة (2.1 م). حقق المركز الأول في ألعاب البحر الأبيض المتوسط 2013.

## روابط خارجية
- دينيز كيليتشلي على موقع الاتحاد الدولي لكرة السلة (الإنجليزية)
- دينيز كيليتشلي على موقع الدوري الأوروبي لكرة السلة (الإنجليزية)
- دينيز كيليتشلي على موقع كرة السلة الأوروبية.كوم (الإنجليزية)
- دينيز كيليتشلي على موقع DraftExpress.com (الإنجليزية)
- دينيز كيليتشلي على موقع كلية كرة السلة في سبورتس رفرنس.كوم (الإنجليزية)
- دينيز كيليتشلي على موقع ريلجم (الإنجليزية)
- دينيز كيليتشلي على موقع سبورتس رفرنس (الإنجليزية)